# Challenger DCNS de Cherbourg 2003
Il Challenger DCNS de Cherbourg 2003 è stato un torneo di tennis facente parte della categoria ATP Challenger Series nell'ambito dell'ATP Challenger Series 2003. Il torneo si è giocato a Cherbourg in Francia dal 24 febbraio al 2 marzo 2003 su campi in cemento indoor.

## Vincitori

### Singolare
Sergio Roitman ha battuto in finale  Rafael Nadal con il punteggio di 6–3, 5–7, 6–4

### Doppio
Benjamin Cassaigne /  Rik De Voest hanno battuto in finale  Brandon Coupe /  Scott Humphries con il punteggio di 6(17)–7, 7–6(5), 7–6(11)